# Summertown
Summertown es un pueblo ubicado en el condado de Emanuel en el estado estadounidense de Georgia. En el censo de 2000, su población era de 140.

## Demografía
En el 2000 la renta per cápita promedia del hogar era de $35,750, y el ingreso promedio para una familia era de $36,250. El ingreso per cápita para la localidad era de $11,321. Los hombres tenían un ingreso per cápita de $30,000 contra $19,583 para las mujeres.

## Geografía
Summertown se encuentra ubicado en las coordenadas 32°44′48″N 82°16′34″O / 32.74667, -82.27611 (32.746532, -82.276182).
Según la Oficina del Censo, la localidad tiene un área total de 2,1 km² (0,8 mi²), de la cual 2,1 km² (0,8 mi²) es tierra y 0 km² (0 mi²) (0.00%) es agua.